# Børnelejr Rühen
Børnelejr Rühen Det nazistiske Tyskland var storforbrugere af tvangsarbejdere, både mænd og kvinder. Ved VW fabrikkerne i Wolfsburg oprettede man en lejr for børn af tvangsarbejdere. Da man fandt, at der gik for megen tid med disse børn, blev lejren flyttet til en by nord for Wolfsburg ved navn Rühen.
52°28′57″N 10°54′13″Ø / 52.4825°N 10.9036°Ø